# Bureau de l'ajustement économique
Le Bureau de l'ajustement économique (en anglais : Office of Local Defense Community Cooperation) est la première source du département de la Défense des États-Unis pour aider les communautés locales qui sont affectées par des changements apportés au Programme de Défense, comme les fermetures de base militaire, les réajustements d’activité au sein de bases militaires, les expansions de base militaire, et les annulations de contrats ou de programmes. Afin d’aider les collectivités affectées, le Bureau gère et met en œuvre le Programme d'adaptation économique de la Défense, et coordonne la participation d'autres organismes fédéraux.
L’aide à l'ajustement économique fournit un contexte communautaire pour évaluer les difficultés économiques causées par les changements apportés au Programme de la Défense par l'identification et l'évaluation de divers plans d'action, l’identification des besoins en ressources, et l’aide à la préparation d'une stratégie d'ajustement ou d'un plan d'action visant à aider les collectivités à se prendre en main.
Le personnel du Bureau a de l’expérience sur les domaines variés tel que le développement économique et communautaire, l’aménagement du territoire, le développement immobilier, les programmes de biens immobiliers fédéraux, les programmes militaires, et l'adaptation des travailleurs. Les gestionnaires de projet apportent également une connaissance pratique des autres institutions fédérales et de leurs programmes respectifs pour aider les collectivités à mettre sur pied un programme d'ajustement combinant des ressources fédérales, étatiques, locales et privées.
Le Bureau administre également un programme commun d’étude de l'utilisation des terres pour encourager une coopération entre les administrations des installations militaires et les communautés avoisinantes pour un aménagement du territoire où l'empiétement civil est susceptible de nuire à l'exploitation d'une installation militaire. Dans ces cas, le Bureau peut fournir aux gouvernements des États et locaux une assistance technique et financière pour parvenir à une répartition satisfaisante des terres et à une implantation d’activités de développement à proximité des installations de défense.